# Oscar Krokstedt
Nils Oscar Jakob Krokstedt, född den 12 oktober 1908 i Grötlingbo församling på Gotland, död den 13 december 1985 i Stockholm, var en svensk viceamiral och militärbefälhavare.

## Biografi
Krokstedt, som var son till en sjökapten, avlade studentexamen 1927. Hans militära karriär förlöpte med utnämning till fänrik vid Kungliga flottan 1930, underlöjtnant 1932, löjtnant 1934, kapten 1941, kommendörkapten av andra graden 1948, kommendörkapten av första graden 1953, kommendör 1957, konteramiral 1961 och viceamiral 1968.
Bland de uppdrag som Krokstedt hade under sin tid som officer kan nämnas lärare vid Krigshögskolan 1946–1949, lärare vid Sjökrigshögskolan 1951–1953, fartygschef på HMS Älvsnabben 1953–1954, avdelningschef vid Försvarsstaben 1960–1961, marinattaché i London och Haag 1957–1960 och chef för Marinstaben 1964–1966. Krokstedt var slutligen militärbefälhavare i Västra militärområdet 1966–1968 och i Södra militärområdet 1968–1972.
Krokstedt invaldes som ledamot av Kungliga Örlogsmannasällskapet 1947 (hedersledamot 1961) och av Kungliga Krigsvetenskapsakademien 1960. Han vilar på Galärvarvskyrkogården i Stockholm.

## Utmärkelser
- Riddare av Svärdsorden, 1948[4]
- Kommendör av Svärdsorden, 6 juni 1961[5]
- Kommendör av första klassen av Svärdsorden, 6 juni 1964[6]
- Kommendör med stora korset av Svärdsorden, 6 juni 1968.[7]